# Until It’s Gone
«Until It’s Gone» (в переводе с англ. — «Пока не потерял») — песня, записанная американской рок-группой Linkin Park для шестого студийного альбома The Hunting Party и выпущенная в качестве сингла 6 мая 2014 года. «Until It’s Gone» является 28 коммерческим синглом в дискографии группы.

## О сингле
В превью к альбому The Hunting Party в журнале Rolling Stone в песне «Until It’s Gone» были похвалены мрачность композиции и синтезаторные проигрыши, которые были главной особенностью звучания дебютного альбома Linkin Park Hybrid Theory. В другом предварительном обзоре, подготовленном Loudwire, был высоко оценён вокал Честера Беннингтона.
Трек использован в одном из трейлеров игры Transformers: Rise of the Dark Spark.
Премьера лирического видео состоялась 5 мая 2014 на официальном канале группы видеохостинга YouTube. Клип, снятый Остином Сая в Лос-Анджелесе, представляет собой видеоряд, в котором показана девушка и город. В течение всего видео слова песни «Until It’s Gone» проявляются на различных предметах или просто на экране.

## Список композиций
Слова и музыка всех песен — Linkin Park.
| №  | Название          | Длительность |
| -- | ----------------- | ------------ |
| 1. | «Until It’s Gone» | 3:53         |

| №                   | Название                                    | Длительность |
| ------------------- | ------------------------------------------- | ------------ |
| 1.                  | «Until It’s Gone»                           | 3:53         |
| 2.                  | «Guilty All the Same» (совместно с Ракимом) | 5:55         |
| Общая длительность: | Общая длительность:                         | 9:48         |

## Участники записи
- Честер Беннингтон — вокал
- Майк Шинода — ритм-гитара, клавишные, бэк-вокал
- Брэд Делсон — соло-гитара
- Дэвид «Феникс» Фаррелл — бас-гитара, бэк-вокал
- Джо Хан — семплинг, программинг
- Роб Бурдон — ударные, перкуссия
- Итан Мейтс — звукорежиссёр

## Чарты
| Чарт (2014)                                  | Лучшая позиция |
| -------------------------------------------- | -------------- |
| Australia (ARIA)                             | 58             |
| Австрия (Ö3 Austria Top 40)                  | 33             |
| Бельгия/Фландрия (Ultratip Bubbling Under)   | 84             |
| Канада (Billboard Rock)                      | 39             |
| Чехия (Rádio — Top 100)                      | 32             |
| Франция (SNEP)                               | 104            |
| Германия (GfK)                               | 24             |
| Швейцария (Schweizer Hitparade)              | 23             |
| UK Singles (Official Charts Company)         | 78             |
| Великобритания (OCC UK Rock & Metal)         | 1              |
| США (Billboard Bubbling Under Hot 100)       | 15             |
| США (Billboard Hot Rock & Alternative Songs) | 17             |
| США (Billboard Rock & Alternative Airplay)   | 16             |
| США (Billboard Alternative Airplay)          | 19             |
| США (Billboard Mainstream Rock)              | 1              |

| Чарт (2014)                    | Позиция |
| ------------------------------ | ------- |
| US Hot Rock Songs (Billboard)  | 75      |
| US Rock Airplay (Billboard)    | 45      |
| US Mainstream Rock (Billboard) | 18      |

## История релиза
| Территория | Дата        | Формат(ы)            | Лейбл(ы)                |
| ---------- | ----------- | -------------------- | ----------------------- |
| Мир        | 6 мая 2014  | Цифровая дистрибуция | Machine Shop Recordings |
| Австралия  | 6 мая 2014  | Цифровая дистрибуция | Warner Bros. Records    |
| Германия   | 30 мая 2014 | CD                   | Warner Bros. Records    |